# 秦建孝
秦建孝（1962年11月—），山西人，曾担任中共沁水县委书记，中共泽州县委书记，2014年9月25日，秦建孝因涉嫌“严重违纪违法”，接受中国共产党中央纪律检查委员会调查。2014年11月，连同张秀萍、杨晓波、王民一同被“双开”，移送司法机关。

## 生平
1962年，秦建孝出生在山西省壶关县。
1982年9月，秦建孝参加工作，他在原晋东南地区电大分校工作直到1985年11月。
1985年11月到1989年12月，秦建孝在中共晋城市委组织部工作。1989年12月到1995年9月，秦建孝在中共晋城市委办公厅工作。1995年10月到1996年10月，秦建孝在原晋城市郊区政府担任副区长。
1996年10月到2003年4月，秦建孝升任泽州县政府副县长。2003年4月到2003年12月，秦建孝担任中共泽州县委常委、政法委书记。
2003年12月到2006年6月，秦建孝调任高平市，担任中共高平市委常委、纪检委书记、市总工会主席。
2006年9月到2009年12月，秦建孝调任晋城市，担任晋城市农业局党组书记、局长、市委农工办常务副主任。
2009年12月到2010年3月，秦建孝调回高平市，升任中共高平市委副书记、市政府党组书记、副市长、代市长。2010年4月到2011年4月，秦建孝担任中共高平市委副书记、市政府党组书记、市长。
2011年5月到2014年3月，秦建孝调任沁水县，出任中共沁水县委书记。
2014年3月，秦建孝调任泽州县，担任中共泽州县委委员、常委、县委书记。
2014年9月25日，秦建孝因涉嫌“严重违纪违法”，接受中国共产党中央纪律检查委员会调查。2014年11月，连同张秀萍、杨晓波、王民一同被“双开”，移送司法机关。